# Leucopenia

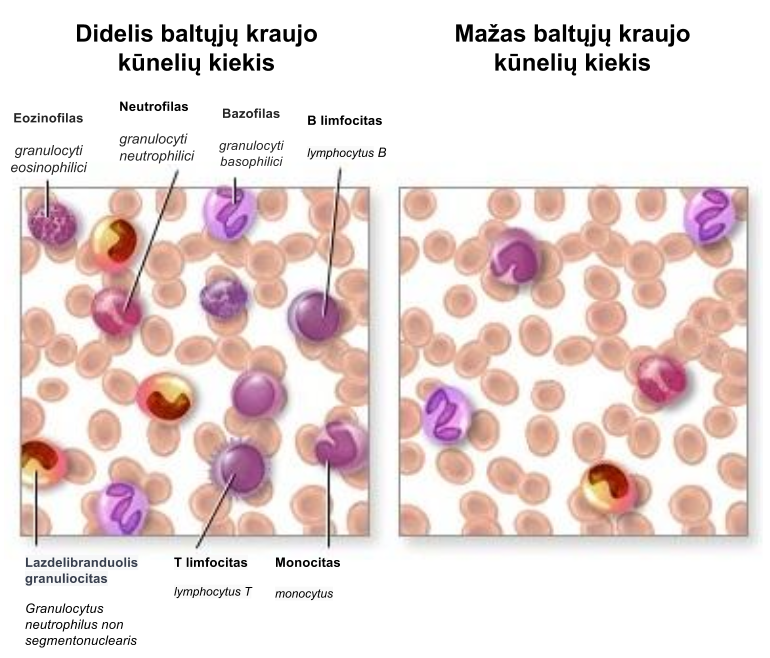
Leucopenia

A leucopenia é a redução no número de leucócitos, por volume de sangue circulante. O fenômeno inverso (i. e., a aumento do número de leucócitos) é conhecido por leucocitose. Refere-se à leucopenia por redução de neutrófilos como Neutropenia e, por redução de linfócitos, como Linfopenia.

## Contagem normal do leucograma
Caracteriza-se como leucograma parte do hemograma em que se analisa a série branca por contagem total dos leucócitos e, por contagem diferencial, contando-se 100 células. Para homens adultos normais, considera-se uma escala entre 4500 e 11000 leucócitos por milímetro cúbico de sangue. Tais valores são comparativos e podem sofrer modificações de acordo com alguns fatores. São eles:
- Fatores Constitucionais: O principal fator constitucional que leva à leucopenia, ou melhor, à pseudo-leucopenia (falsa leucopenia) é a variação étnicas. Indivíduos de determinadas etnias (negroide) apresentam leucócitos, normalmente, em torno de 3.000/mm.

- Fatores Naturais: Os principais fatores que podem levar à alteração dos leucócitos, são aqueles observados em determinadas fases da vida, como crescimento, idade, sexo, menstruação, gestação, amamentação, períodos pós-alimentares.
- Fatores Conjunturais: Os principais fatores são determinadas medicamentações, tratamentos médicos, processos cirúrgicos, transplantação da célula estaminal e da medula, esteroides, câncer, algumas circunstâncias genéticas como doenças auto-imunes, infecções, processos inflamatórios e processos fisiológicos (estresse).[4]

## Causas da leucopenia
Os leucócitos fazem parte do sistema imunológico e, portanto, atuam na defesa do organismo, ou seja, são sujeitos a variações pelas respostas imunes. Além disso, os glóbulos brancos são formados na medula óssea, tecido mieloide, e qualquer agente químico, físico ou biológico que de alguma forma interfira na gênese celular pode causar aumento e, geralmente, a diminuição destes glóbulos. São possíveis causadores:
- Radiações ionizantes: Raio-x, Raio Gama etc.
- Reações alérgicas
- Anemia aplástica ou Leucemia Mieloide Aguda de 1 grau: produção em quantidade insuficiente dos elementos figurados.
- Quimioterapia e radioterapia
- Hiperesplenismo: aumento do volume do baço (esplenomegalia) resultante na destruição em massa das células sanguíneas
- Hipertireoidismo e Hipotireoidismo: atividade anormal da tireoide com produção excessiva/insuficiente dos hormônios tireoidianos.
- Mielofibrose: substituição progressiva das células do tecido mieloide por tecido fibroso.
- Mieloma Múltiplo e outros cânceres osséos.
- Lúpus Eritematoso Sistêmico (LES): doença crônica anti-imune causadora de danos a tecidos e infecções
- Artrite Reumatoide
- Carência de vitaminas e minerais
- Dano ou supressão da medula óssea
- Síndrome Mielodisplásica, Síndrome mieloproliferativa etc.
- Doenças anti-imune: AIDS (HIV)
- Doenças congênitas
- Doença de Calazar: causada por protozoário da família Trypanossomatidae.[6]
- Parasitoses
- Infecções: malária, gripe, dengue, infecções Rickettsial, tuberculose, febre tifoide etc.
- Fármacos: Antiarrítmicos, Antibióticos (Penicilina), Anticonvulsivos (Valproate do sódio e Lamotrigine), Antidepressivos, Anti-hipertensivos, Antipsicóticos (Clozapine), Bupropion, Cortisona, Diuréticos (Hidroclorotiazida), Imunossupressores (Sirolimus, Mofetil do Mycophenolate, Tacrolimus e Cyclosporine), Interferonas, Minocycline e tranquilizantes.

## Sintomas
Por não ser uma doença e, sim, uma condição laboratorial, isto é, apenas um quadro clínico, não há sintomas predefinidos. Portanto, apenas um profissional de saúde pode avaliar as condições reais do paciente. 
Em geral, os pacientes com leucopenia não apresentam quaisquer sintomas devidos a essa condição, mas suas defesas orgânicas estão muito diminuídas. Na quase totalidade dos casos não há fundamento para maior preocupação porque esses quadros geralmente são benignos e não causam repercussões clínicas nos pacientes. 
Os sintomas que acompanham as leucopenias são ocasionados pela doença que esteja causando essa alteração, logo, se for uma infecção, poderá haver febre, fraqueza, sintomas respiratórios como tosse; se for um tumor, pode haver emagrecimento; se for consequência de hipotireoidismo, pode haver sonolência excessiva e lentidão para as atividades.